# ピーター・クラウチ
ピーター・ジェームス・クラウチ（Peter James Crouch、1981年1月30日 - ）は、イングランド・チェシャー州マクルズフィールド出身の元サッカー選手。ポジションはフォワード。

## クラブ経歴

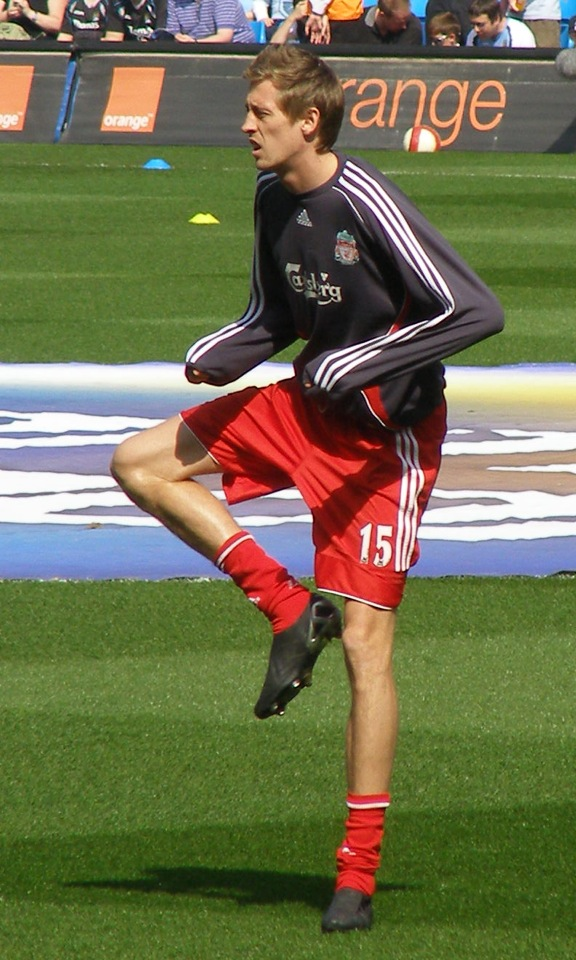
リヴァプール時代のクラウチ

トッテナム・ホットスパーFCでプロデビューを飾るが、デビューしてからの数年間はほぼ毎シーズン、移籍を繰り返してきた。結果を残せずにいた中、2004-05シーズンに移籍したサウサンプトンFCでレギュラーに定着。存在感を見せたがクラブの成績は振るわず、降格を阻止することは出来なかった。しかし、ここでの活躍がリヴァプールFCのラファエル・ベニテス監督の目に留まり、リヴァプールへ移籍することになった。
UEFAチャンピオンズリーグ 2006-07では6得点を挙げ、得点王争いではACミランのカカに次いで、チェルシーFCのディディエ・ドログバらと共に2位となり、チームの準優勝に貢献。また、2006-07シーズンはリヴァプールでの得点王となった。2007-08シーズンはアトレティコ・マドリードからフェルナンド・トーレスの加入もあり出場機会が減少した。出場時間が短いことから、ユヴェントスFCやマンチェスター・シティFCへの移籍も噂されたが、ベニテス監督は重要なバックアッパーだとして放出しない考えを示した。
しかし2008年7月12日、1100万ポンドでのポーツマスFCへの移籍が決定した。ポーツマスでは38試合すべてに出場して11得点を記録。活躍が評価されて2009年7月28日にはデビュークラブであるトッテナムへ900万ポンドで移籍が発表された。実に9年ぶりの復帰であった。
2011年8月31日、ウィルソン・パラシオスとともにストーク・シティFCに移籍した。2015-16シーズンはノーゴールに終わる。2016年8月23日のEFLカップのスティヴネイジFC戦でハットトリックを決めた。2016-17シーズンは半ばマーク・ヒューズ監督の構想外になっていたが、第18節のリヴァプールとの試合でいいプレーを見せると、第19節からは3試合連続ゴールを決めた、2017年1月にはストークとの契約を2018年夏まで延長した。2017年2月1日、第23節のエヴァートン戦にて26人目となるプレミアリーグ通算100ゴールを達成した。またゴール後10年ぶりにロボットダンスを披露した。5月21日のサウサンプトン戦において、史上初となるヘディングゴールでのプレミアリーグ通算50得点を決めた。
2019年1月31日、バーンリーFCにシーズン終了までの契約で完全移籍。
2019年7月、現役引退を表明した。プレミアリーグで、ヘディングによる通算得点53は、現在も最多記録である。

## 代表経歴

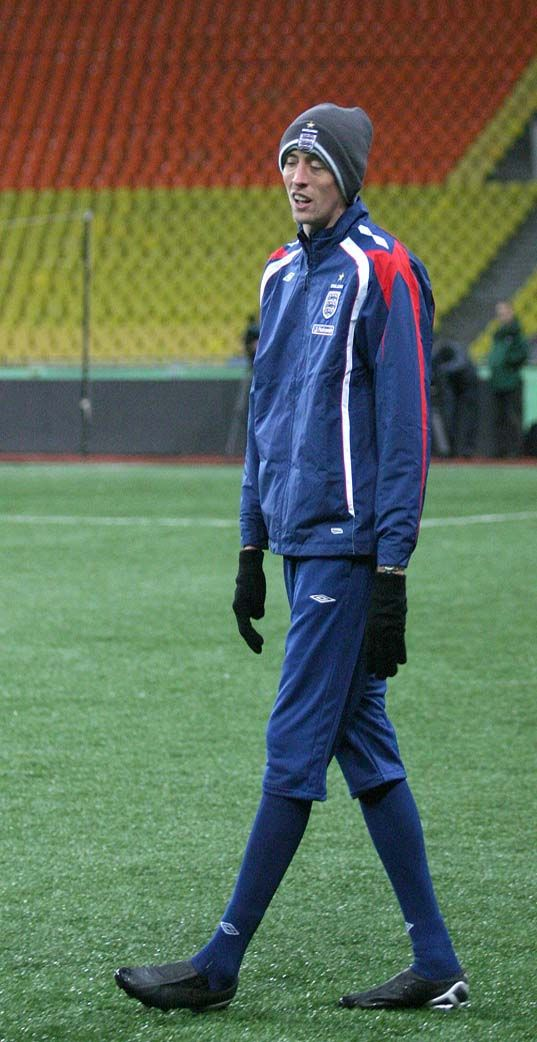
イングランド代表において。とても線が細いことがわかる。

1999年FIFAワールドユース選手権ではイングランドユース代表に選ばれた。グループリーグの日本戦でも途中出場しており、衛星中継を通して日本のサッカーファンに図抜けた長身を披露している。
2005年5月31日のコロンビア代表戦でイングランド代表デビューを果たした。
2006年ドイツワールドカップのメンバーに選ばれ3試合に出場、トリニダード・トバゴ戦では1得点を記録した。
2010年のワールドカップ南アフリカ大会出場。

## 引退後
2021-22シーズンにかつて所属したダリッジ・ハムレットFCのフロント入りし、この模様がディスカバリーチャンネルのドキュメンタリーシリーズ「ピーター・クラウチ 草の根クラブ再生への道」として映像化された。クラウチは「ピッチで起こることに関連する問題の3カ年計画」をまとめ上げた後、2021-22シーズン終了後にクラブを離れた。

## エピソード
- 引退後に出版した自叙伝で恋愛エピソードを明かした。現役時代、リヴァプールに移籍して暫くの間、ホテルでの仮住まい中にピーターはフロントで働いていた女性に惚れた。彼女は黒髪でスペイン人風の容姿を持ち、ピーターに何度も笑いかける、彼は「めっちゃかわいくて」「まさか自分に？」と信じられない思いだったという。仮住まいをしていたホテルで運命的な恋をし、その美女に「交際の申し込みを伝える決心までした」という。ある日、クラウチは練習場でチームメイトたちに「受付の人が、めちゃくちゃ美女なんだ。これはイケると思う！」と喜んで話した。後日の練習でチームメイトから「その子のことをもう一度聞かせてくれ」と、どんな特徴なのか聞かれ「黒髪で、スペイン人っぽい。それと僕に夢中なんだ！」と喜んで彼女の特徴を語った。すると、それを聞いたジェイミー・キャラガーが「それ、シャビ・アロンソの彼女だぞ。」と答えた。ピーターが好きになった女性はチームメイトのシャビ・アロンソの彼女であった。彼女は英語の勉強を兼ねて、ホテルで働いていたのである。この事実を知ったピーターはただ一言「ジーザス……」恋は実らなかった。この出来事はピーターのユーモラスなエピソードの一つとして、たびたび紹介されている[11]。
- プロサッカー選手だが、その身長もあり華奢に見える体型をしている。幼少の頃から、手足のヒョロ長い容姿をからかわれており、サッカー選手になったあとも活躍前は見た目を揶揄する酷い野次を受けていた。特にリバプールに移籍し18試合無得点だった頃は強烈なバッシングを受けていたが、19試合目に初ゴールを決めると、後半戦は得点を量産した。
- 2006 FIFAワールドカップ前の親善試合のジャマイカ戦などでは2ゴールを挙げ2度ロボットダンス (仮称) を披露した。このロボットダンスはドイツワールドカップ前のデビッド・ベッカム邸でのパーティーで披露されたという。ドイツワールドカップでも披露が期待されていたが、相手チームを侮辱する恐れがあるとして結局披露されなかった。本人は機会があればやりたいらしいが飽きられるのを恐れてしばらく封印していた。しかし2017年2月1日のエヴァートンFC戦で自身のプレミア通算100ゴール目を決めた際、約10年振りに披露した[12]。
- 2011年2月末にクラブの合宿でドバイを訪れた際、現地で行われたパーティーの後、エミレーツ航空客室乗務員のノルウェー人女性と深夜に密会するためにドバイのミレニアム・タワーへ行ったが、入館時に「ピーター・ジョンソン」と偽名を使ったため、セキュリティーから質問され、10分後に立ち去ったと報じられた[13]。

## 個人成績
| クラブ                      | シーズン | リーグ戦 | リーグ戦 | FAカップ戦 | FAカップ戦 | リーグ杯 | リーグ杯 | 欧州カップ戦 | 欧州カップ戦 | その他 | その他 | 合計 | 合計 |
| クラブ                      | シーズン | 試合     | 得点     | 試合       | 得点       | 試合     | 得点     | 試合         | 得点         | 試合   | 得点   | 試合 | 得点 |
| --------------------------- | -------- | -------- | -------- | ---------- | ---------- | -------- | -------- | ------------ | ------------ | ------ | ------ | ---- | ---- |
| トッテナム・ホットスパー    | 1998-99  | 0        | 0        | 0          | 0          | 0        | 0        | —            | —            | —      | —      | 0    | 0    |
| トッテナム・ホットスパー    | 1999-00  | 0        | 0        | 0          | 0          | 0        | 0        | —            | —            | —      | —      | 0    | 0    |
| トッテナム・ホットスパー    | 合計     | 0        | 0        | 0          | 0          | 0        | 0        | 0            | 0            | 0      | 0      | 0    | 0    |
| ダリッジ・ハムレット (loan) | 1999-00  | 6        | 1        | 0          | 0          | —        | —        | —            | —            | —      | —      | 6    | 1    |
| ダリッジ・ハムレット (loan) | 合計     | 6        | 1        | 0          | 0          | 0        | 0        | 0            | 0            | 0      | 0      | 6    | 1    |
| IFKヘッスレホルム (loan)    | 2000     | 8        | 3        | 0          | 0          | —        | —        | —            | —            | —      | —      | 8    | 3    |
| IFKヘッスレホルム (loan)    | 合計     | 8        | 3        | 0          | 0          | 0        | 0        | 0            | 0            | 0      | 0      | 8    | 3    |
| QPR                         | 2000-01  | 42       | 10       | 3          | 2          | 2        | 0        | —            | —            | —      | —      | 47   | 12   |
| QPR                         | 合計     | 42       | 10       | 3          | 2          | 2        | 0        | 0            | 0            | 0      | 0      | 47   | 12   |
| ポーツマス                  | 2001-02  | 37       | 18       | 1          | 0          | 1        | 1        | —            | —            | —      | —      | 39   | 19   |
| ポーツマス                  | 合計     | 37       | 18       | 1          | 0          | 1        | 1        | 0            | 0            | 0      | 0      | 39   | 19   |
| アストン・ヴィラ            | 2001-02  | 7        | 2        | 0          | 0          | 0        | 0        | 0            | 0            | —      | —      | 7    | 2    |
| アストン・ヴィラ            | 2002-03  | 14       | 0        | 0          | 0          | 0        | 0        | 4            | 0            | —      | —      | 18   | 0    |
| アストン・ヴィラ            | 2003-04  | 16       | 4        | 0          | 0          | 2        | 0        | —            | —            | —      | —      | 18   | 4    |
| アストン・ヴィラ            | 合計     | 37       | 6        | 0          | 0          | 2        | 0        | 4            | 0            | 0      | 0      | 43   | 6    |
| ノリッジ・シティ (loan)     | 2003-04  | 15       | 4        | 0          | 0          | 0        | 0        | —            | —            | —      | —      | 15   | 4    |
| ノリッジ・シティ (loan)     | 合計     | 15       | 4        | 0          | 0          | 0        | 0        | 0            | 0            | 0      | 0      | 15   | 4    |
| サウサンプトン              | 2004-05  | 27       | 12       | 5          | 4          | 1        | 0        | —            | —            | —      | —      | 33   | 16   |
| サウサンプトン              | 合計     | 27       | 12       | 5          | 4          | 1        | 0        | 0            | 0            | 0      | 0      | 33   | 16   |
| リヴァプール                | 2005-06  | 32       | 8        | 6          | 3          | 1        | 0        | 8            | 0            | 2      | 2      | 49   | 13   |
| リヴァプール                | 2006-07  | 32       | 9        | 1          | 0          | 1        | 1        | 14           | 7            | 1      | 1      | 49   | 18   |
| リヴァプール                | 2007-08  | 21       | 5        | 4          | 2          | 3        | 0        | 8            | 4            | —      | —      | 36   | 11   |
| リヴァプール                | 合計     | 85       | 22       | 11         | 5          | 5        | 1        | 30           | 11           | 3      | 3      | 134  | 42   |
| ポーツマス                  | 2008-09  | 38       | 11       | 3          | 1          | 1        | 0        | 7            | 4            | —      | —      | 49   | 16   |
| ポーツマス                  | 合計     | 38       | 11       | 3          | 1          | 1        | 0        | 7            | 4            | 0      | 0      | 49   | 16   |
| トッテナム・ホットスパー    | 2009-10  | 38       | 8        | 6          | 1          | 3        | 4        | —            | —            | —      | —      | 47   | 13   |
| トッテナム・ホットスパー    | 2010-11  | 34       | 4        | 1          | 0          | 0        | 0        | 10           | 7            | —      | —      | 45   | 11   |
| トッテナム・ホットスパー    | 2011-12  | 1        | 0        | 0          | 0          | 0        | 0        | 0            | 0            | —      | —      | 1    | 0    |
| トッテナム・ホットスパー    | 合計     | 73       | 12       | 7          | 1          | 3        | 4        | 10           | 7            | 0      | 0      | 93   | 24   |
| ストーク・シティ            | 2011-12  | 32       | 10       | 3          | 2          | 2        | 0        | 3            | 2            | —      | —      | 40   | 14   |
| ストーク・シティ            | 2012-13  | 34       | 7        | 3          | 0          | 1        | 1        | —            | —            | —      | —      | 38   | 8    |
| ストーク・シティ            | 2013-14  | 34       | 8        | 1          | 0          | 3        | 2        | —            | —            | —      | —      | 38   | 10   |
| ストーク・シティ            | 2014-15  | 33       | 8        | 2          | 1          | 3        | 1        | —            | —            | —      | —      | 38   | 10   |
| ストーク・シティ            | 2015-16  | 11       | 0        | 2          | 1          | 5        | 1        | —            | —            | —      | —      | 18   | 2    |
| ストーク・シティ            | 2016-17  | 15       | 4        | 1          | 0          | 1        | 3        | —            | —            | —      | —      | 0    | 0    |
| ストーク・シティ            | 2017-18  | 31       | 5        | 1          | 0          | 2        | 1        | —            | —            | —      | —      | 34   | 6    |
| ストーク・シティ            | 2018-19  | 23       | 1        | 2          | 1          | 1        | 0        | —            | —            | —      | —      | 26   | 2    |
| ストーク・シティ            | 通算     | 225      | 46       | 15         | 5          | 18       | 9        | 3            | 2            | —      | —      | 261  | 62   |
| ストーク・シティ U-23       | 2016-17  | —        | —        | —          | —          | —        | —        | —            | —            | 1      | 0      | 1    | 0    |
| バーンリー                  | 2018-19  | 6        | 0        | —          | —          | —        | —        | —            | —            | —      | —      | 6    | 0    |
| 総通算                      | 総通算   | 599      | 145      | 45         | 18         | 33       | 15       | 53           | 24           | 5      | 3      | 735  | 205  |

## 代表歴

### 出場大会
- イングランド代表
  - 2006 FIFAワールドカップ (ベスト8)
  - 2010 FIFAワールドカップ (ベスト16)

### 試合数
- 国際Aマッチ 42試合 22得点（2005年-2010年）[14]

| イングランド代表 | 国際Aマッチ | 国際Aマッチ |
| 年               | 出場        | 得点        |
| ---------------- | ----------- | ----------- |
| 2005             | 4           | 0           |
| 2006             | 12          | 11          |
| 2007             | 8           | 3           |
| 2008             | 6           | 0           |
| 2009             | 6           | 4           |
| 2010             | 6           | 4           |
| 通算             | 42          | 22          |

### 得点
| #   | 開催年月日     | 開催地                                           | 対戦国               | スコア | 結果 | 試合概要                                |
| --- | -------------- | ------------------------------------------------ | -------------------- | ------ | ---- | --------------------------------------- |
| 1.  | 2006年3月1日   | リヴァプール、アンフィールド                     | ウルグアイ           | 1-1    | 2-1  | 親善試合                                |
| 2.  | 2006年5月30日  | マンチェスター、オールド・トラッフォード         | ハンガリー           | 3-1    | 3-1  | 親善試合                                |
| 3.  | 2006年6月3日   | マンチェスター、オールド・トラッフォード         | ジャマイカ           | 3-0    | 6-0  | 親善試合                                |
| 4.  | 2006年6月3日   | マンチェスター、オールド・トラッフォード         | ジャマイカ           | 5-0    | 6-0  | 親善試合                                |
| 5.  | 2006年6月3日   | マンチェスター、オールド・トラッフォード         | ジャマイカ           | 6-0    | 6-0  | 親善試合                                |
| 6.  | 2006年6月15日  | ニュルンベルク、フランケンシュタディオン         | トリニダード・トバゴ | 1-0    | 2-0  | 2006 FIFAワールドカップ                 |
| 7.  | 2006年8月16日  | マンチェスター、オールド・トラッフォード         | ギリシャ             | 3-0    | 4-0  | 親善試合                                |
| 8.  | 2006年8月16日  | マンチェスター、オールド・トラッフォード         | ギリシャ             | 4-0    | 4-0  | 親善試合                                |
| 9.  | 2006年9月2日   | マンチェスター、オールド・トラッフォード         | アンドラ             | 1-0    | 5-0  | UEFA EURO 2008予選                      |
| 10. | 2006年9月2日   | マンチェスター、オールド・トラッフォード         | アンドラ             | 5-0    | 5-0  | UEFA EURO 2008予選                      |
| 11. | 2006年9月6日   | スコピエ、ピリッポス2世アレナ                    | 北マケドニア         | 0-1    | 0-1  | UEFA EURO 2008予選                      |
| 12. | 2007年6月6日   | タリン、ア・ル・コック・アレーナ                 | エストニア           | 0-2    | 0-3  | UEFA EURO 2008予選                      |
| 13. | 2007年11月16日 | ウィーン、エルンスト・ハッペル・シュターディオン | オーストリア         | 0-1    | 0-1  | 親善試合                                |
| 14. | 2007年11月21日 | ロンドン、ウェンブリー・スタジアム               | クロアチア           | 2-2    | 2-3  | UEFA EURO 2008予選                      |
| 15. | 2009年4月1日   | ロンドン、ウェンブリー・スタジアム               | ウクライナ           | 1-0    | 2-1  | 2010 FIFAワールドカップ・ヨーロッパ予選 |
| 16. | 2009年6月10日  | ロンドン、ウェンブリー・スタジアム               | アンドラ             | 6-0    | 6-0  | 2010 FIFAワールドカップ・ヨーロッパ予選 |
| 17. | 2009年10月14日 | ロンドン、ウェンブリー・スタジアム               | ベラルーシ           | 1-0    | 3-0  | 2010 FIFAワールドカップ・ヨーロッパ予選 |
| 18. | 2009年10月14日 | ロンドン、ウェンブリー・スタジアム               | ベラルーシ           | 3-0    | 3-0  | 2010 FIFAワールドカップ・ヨーロッパ予選 |
| 19. | 2010年3月3日   | ロンドン、ウェンブリー・スタジアム               | エジプト             | 1-1    | 3-1  | 親善試合                                |
| 20. | 2010年3月3日   | ロンドン、ウェンブリー・スタジアム               | エジプト             | 3-1    | 3-1  | 親善試合                                |
| 21. | 2010年5月24日  | ロンドン、ウェンブリー・スタジアム               | メキシコ             | 2-0    | 3-1  | 親善試合                                |
| 22. | 2010年11月17日 | ロンドン、ウェンブリー・スタジアム               | フランス             | 1-2    | 1-2  | 親善試合                                |